# Hétérocumulène
Un hétérocumulène est une espèce chimique contenant une chaîne carbonée et au moins un hétéroatome unis par au moins trois doubles liaisons entre atomes consécutifs. Ces espèces sont analogues aux cumulènes, dans lesquels les doubles liaisons consécutives n'unissent que des atomes de carbone, mais avec au moins un de ces atomes de carbone remplacé par un hétéroatome. Certains auteurs assouplissent cette définition pour inclure les espèces n'ayant que deux doubles liaisons entre atomes consécutifs, également appelés hétéroallènes.

## Typologies et conformations
La règle de la double liaison implique que les hétérocumulènes sont rarement isolés, ayant tendance à polymériser. Ils sont assez courants dans le milieu interstellaire, où ils sont présents sous forme de gaz dilué. Les plus longs, pour la plupart très instables et réactifs, n'ont qu'une existence transitoire, ou ne peuvent subsister que dans un milieu dilué ou dans une matrice inerte : les nuages moléculaires, environnements très dilués, leur confèrent une durée de vie qui permet leur détection.
Certains hétérocumulènes à deux doubles liaisons consécutives sont des molécules ou des ions courants, comme le dioxyde de carbone O=C=O, le disulfure de carbone S=C=S, le diséléniure de carbone Se=C=Se, l'ion cyanate [O=C=N]− et l'ion thiocyanate [S=C=N]−. Certains hétérocumulènes peuvent se lier comme ligands à divers métaux. De nombreux oxydes de carbone sont des hétérocumulènes, par exemple le monoxyde de dicarbone :C=C=O, le monoxyde de tricarbone :C=C=C=O, l'éthènedione O=C=C=O, le suboxyde de carbone O=C=C=C=O, le dioxyde de tétracarbone O=C=C=C=C=O, le dioxyde de pentacarbone O=C=C=C=C=C=O, etc.
Certains héréocumulènes peuvent former un cycle en se refermant sur eux-mêmes ; les radicaux :C=C=C=B·, :C=C=C=Al·, :C=C=C=Si:, :C=C=C=N· et :C=C=C=P· sont susceptibles de former des cycles.
La cyclisation des hétérocumulènes à quatre atomes peut conduire à une forme dite rhomique, dans laquelle les atomes de carbone forment un triangle dont deux sommets sont liés à l'hétéroatome, ou à une forme en éventail, dans laquelle les trois atomes de carbone sont liés à l'hétéroatome dans une configuration évoquant un éventail. Par exemple, le tricarbure de silicium :C=C=C=Si: existe sous forme linéaire, rhombique et en éventail ; c'est la forme rhombique du c-SiC3 qui a été détectée dans l'exosphère de l'étoile carbonée CW Leonis.